# Welden (Oudenaarde)
Welden – dzielnica (deelgemeente) miasta Oudenaarde w Belgii, w Regionie Flamandzkim, w prowincji Flandria Wschodnia, w okręgu Oudenaarde. Do 31 grudnia 1970 samodzielna gmina.

## Osoby

### urodzone w Welden
- ks. Mikołaj Janssen, jeden z męczenników z Gorkum